# Sepp Dietrich
Josef "Sepp" Dietrich, född 28 maj 1892 i Hawangen, död 21 april 1966 i Ludwigsburg, var en tysk general i Waffen-SS. Under 1920-talets andra hälft var han Adolf Hitlers chaufför och livvakt. Efter de långa knivarnas natt 1934 steg han i graderna i SS-hierarkin och kom under andra världskriget att anföra 5. Panzerarmee och därefter 6. SS Panzer-Armee. Efter kriget dömdes han av en amerikansk domstol till fängelse för krigsförbrytelser och senare av en tysk domstol till fängelse för mord.

## Biografi
Dietrich föddes i Hawangen nära Memmingen i södra Bayern. Han anslöt sig 1911 till den tyska armén och under slutet av första världskriget var han soldat i en av de första tyska stridsvagnarna, Sturmpanzerwagen A7V. Han tilldelades bland annat järnkorset för utomordentlig tjänstgöring. Efter kriget deltog Dietrich aktivt i den verksamhet som genomfördes av frikårerna och han blev så småningom medlem nr 89 015 i Nationalsocialistiska tyska arbetarepartiet (NSDAP). 1928 blev han också medlem nr 1 177 i SS och utvaldes av Hitler att tillhöra hans livvakt, som senare fick benämningen SS-Leibstandarte Adolf Hitler. 
I slutet av 1920-talet och början av 1930-talet ville SS hävda sig gentemot Ernst Röhms SA (Sturmabteilung). Dietrich blev 1930 befälhavare för SS-Oberabschnitt Süd och betonade särskilt SS-medlemmarnas disciplin och pålitlighet. I riktlinjerna för utbildningen skrev Dietrich, att SS skulle vara
| ”                                                                                        | sammansvetsat av de aktivaste krafterna i partiet till ett alldeles särskilt pålitligt maktmedel i den högste ledarens hand. | „ |
| – Sepp Dietrich, Riktlinjer för utbildningen av SS i SS-Oberabschnitt Süd, 1 april 1931. | |   |

I samband med utrensningen av SA:s ledarskikt under de långa knivarnas natt den 30 juni 1934 ledde Dietrich en av exekutionsgrupperna. En kort tid efter detta befordrades han till SS-Obergruppenführer, motsvarande general i armén.

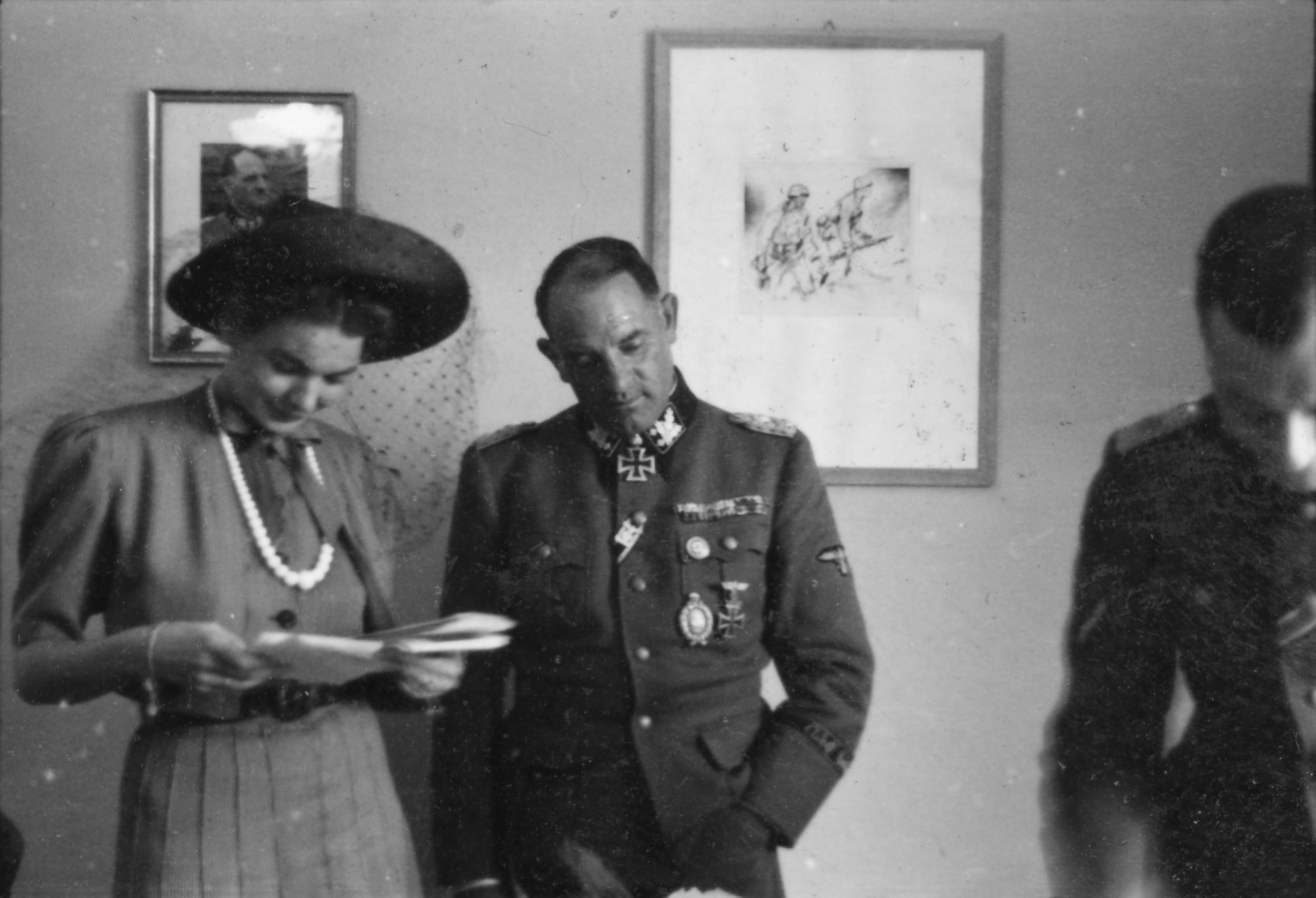
Sepp Dietrich med sin hustru Ursula i Berlin 1942.

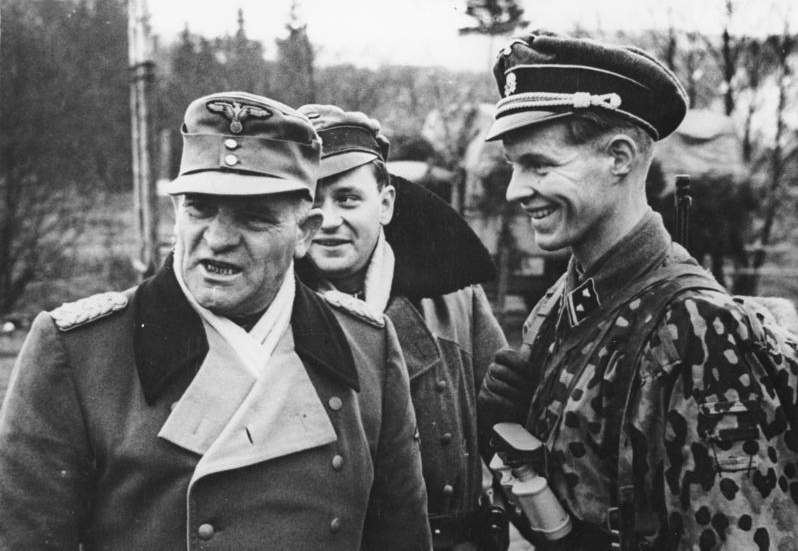
Sepp Dietrich i januari 1945.

### Andra världskriget
Trots att Dietrich saknade militär ledarutbildning blev han av Hitler satt som chef för 1. SS Pansardivisionen och deltog såväl i striderna i Frankrike 1940 som i Operation Barbarossa 1941.
När de allierade landsteg i Normandie på D-dagen den 6 juni 1944, hade Dietrich befälet över tre divisioner i I. SS Panzerkorps. Under Ardenneroffensiven (december 1944 – januari 1945) fick han befälet över den nybildade 6. SS Panzer-Armee. Hitler gav honom detta befäl, eftersom han efter 20 juli-attentatet misstrodde Wehrmachts officerare. Den 17 december förövade Kampfgruppe Peiper, en SS-enhet, en massaker på 80 amerikanska krigsfångar i närheten av Malmedy i Belgien. Efter Ardenneroffensiven kommenderade Hitler Dietrichs 6. SS Panzer-Armee till Ungern för att säkra Tysklands oljekällor där den krossades av Röda armén.
I samband med krigsslutet 1945 kapitulerade han till general George S. Patton och dömdes senare till 20 års fängelse vid Malmedyrättegången för krigsförbrytelser på grund av att ha beordrat avrättningar av allierade krigsfångar i Malmedy i Belgien. Dietrich frigavs efter tio år, den 22 oktober 1955, men blev på nytt ställd inför rätta och dömd i maj 1957 till 18 månaders fängelse för sin medverkan i de långa knivarnas natt 1934. Han släpptes ur fängelset i februari 1959. Sepp Dietrich avled av en hjärtinfarkt i Ludwigsburg den 21 april 1966. Mellan 6 000 och 7 000 personer närvarade vid hans begravning.

## Befordringar
- Leutnant der Landespolizei: oktober 1919
- Oberleutnant der Landespolizei: 1923
- Hauptmann der Landespolizei: 1924

### SS
- Anwärter: 5 maj 1928
- Sturmführer: 1 juni 1928
- Sturmbannführer: 1 augusti 1928
- Standartenführer: 18 september 1929
- Oberführer: 10 oktober 1930
- Gruppenführer: 18 december 1931
- Obergruppenführer: 1 juli 1934 und General der Waffen-SS: 19 november 1940
- Oberstgruppenführer und Generaloberst der Waffen-SS: 1 augusti 1944

## Utmärkelser i urval
- Järnkorset av andra klassen: 14 november 1917
- Järnkorset av första klassen: juni 1918
- Pansarstridsmärket i silver
- Bayerska militärförtjänstorden av tredje klassen med krona och svärd: 5 juli 1918
- Tapperhetsmedaljen
- Såradmärket i svart
- Schlesiska örnens orden av andra klassen
- Schlesiska örnens orden av första klassen
- Riddarkorset av Järnkorset: 5 juli 1940
  - Eklöv: 31 december 1941
  - Svärd: 16 mars 1943
  - Diamanter: 6 augusti 1944
- Östfrontsmedaljen
- Såradmärket i silver: 1939
- NSDAP:s partitecken i guld: 1933
- Blodsorden: 9 november 1933
- NSDAP:s tjänsteutmärkelse i silver
- NSDAP:s tjänsteutmärkelse i brons
- SS Hederssvärd
- SS-Ehrenring
- SS-Zivilabzeichen
- Storofficer av Italienska kronorden
- Storofficer av Sankt Mauritius och Sankt Lazarusorden
- Storofficer av Italienska militärorden
- Storofficer av Rumänska kronorden
- Pilot- och observatörsmärket i guld med diamanter: 1943